# Eclissi solare del 6 aprile 1913
L'Eclissi solare del 6 aprile 1913 è stato un evento astronomico che ha avuto luogo il suddetto giorno attorno alle ore 17:33 UTC. Tale evento ha avuto luogo nel Nord America nordoccidentale e in alcune aree circostanti. L'eclissi del 6 aprile 1913 divenne la prima eclissi solare nel 1913 e la 28ª nel XX secolo. La precedente eclissi solare ebbe luogo il 10 ottobre 1912, la seguente il 31 agosto 1913.

## Percorso e visibilità
Questa eclissi solare parziale  era visibile negli Stati Uniti nord occidentali, nella metà occidentale del Canada, nel territorio dell'Alaska (ora Alaska), nella Groenlandia settentrionale, nelle isole Svalbard e nella Russia nord orientale. A seconda del fuso orario, la maggior parte del Nord America e dell'Europa ha visto un'eclissi solare il 6 aprile, mentre l'Asia ha visto un'eclissi solare il 7 aprile.

## Eclissi correlate

### Eclissi solari 1910 - 1913
Questa eclissi è un membro di una serie semestrale. Un'eclissi in una serie semestrale di eclissi solari si ripete approssimativamente ogni 177 giorni e 4 ore (un semestre) in nodi alternati dell'orbita della Luna.